# Carl Johan Jägerhorn
Carl Johan Jägerhorn af Spurila, född 14 december 1819 i Åbo, död 24 juni 1890 i Helsingfors, var en finlandssvensk ämbetsman.
Jägerhorn var son till kapten Gustaf Johan Jägerhorn och Justina Reims och gifte sig 22 juni 1862 med Louise Henriette Angelique von Knorring. Efter att ha avlagt studentexamen i Helsingfors 1839 utbildade han sig till jurist och blev vice häradshövding 1847. Han erhöll statsråds titel 1871. 
Jägerhorn hade flera befattningar inom Finlands Riddarhus och var direktionens viceordförande 1877. Han deltog aktivt i lantdagarna 1863-78; han var ordförande för ständerhusutskottet vid lantdagen 1877–78.
Jägerhorn var tillförordnad guvernör i Nylands län (och föreståndare för Kejserliga Palatset i Helsingfors) 1875 och 1877. Slutligen var han guvernör i Uleåborgs län 1878-1883. I sistnämnda län hade även hans släkting Carl Magnus Jägerhorn varit landshövding när länet bildades år 1775.
Av ett flertal ordnar han erhöll kan nämnas ryska Sankt Stanislausorden av första klass 1882.